# Kathleen Antonelli
Kathleen „Kay” McNulty Mauchly Antonelli (ur. 12 lutego 1921 w Creeslough, Donegal, Irlandia, zm. 20 kwietnia 2006 w Wyndmoorze, Pensylwania, USA) – amerykańska matematyczka pochodzenia irlandzkiego, jedna z sześciu programistek komputera ENIAC.

## Życiorys
Urodziła się w Irlandii w trakcie Irlandzkiej wojny o niepodległość. Jej ojciec James McNulty, instruktor Irlandzkiej Armii Republikańskiej został aresztowany w dniu jej urodzin i osadzony w więzieniu Derry Gaol. Po jego wyjściu z więzienia w 1924 rodzina wyemigrowała do USA i osiadła w Pensylwanii. Uczęszczała do szkoły podstawowej w Chestnut Hill, a następnie ukończyła Hallahan Catholic Girls High School, mimo że początkowo nie znała w ogóle angielskiego i posługiwała się wyłącznie irlandzkim. Od początku wykazywała zainteresowanie matematyką. W 1942 ukończyła Chestnut Hill College z dyplomem z matematyki. Szukała pracy związanej z matematyką, ale nie chciała być nauczycielką. Jej zainteresowania skierowały się w stronę aktuariatu i pracy dla firm ubezpieczeniowych.

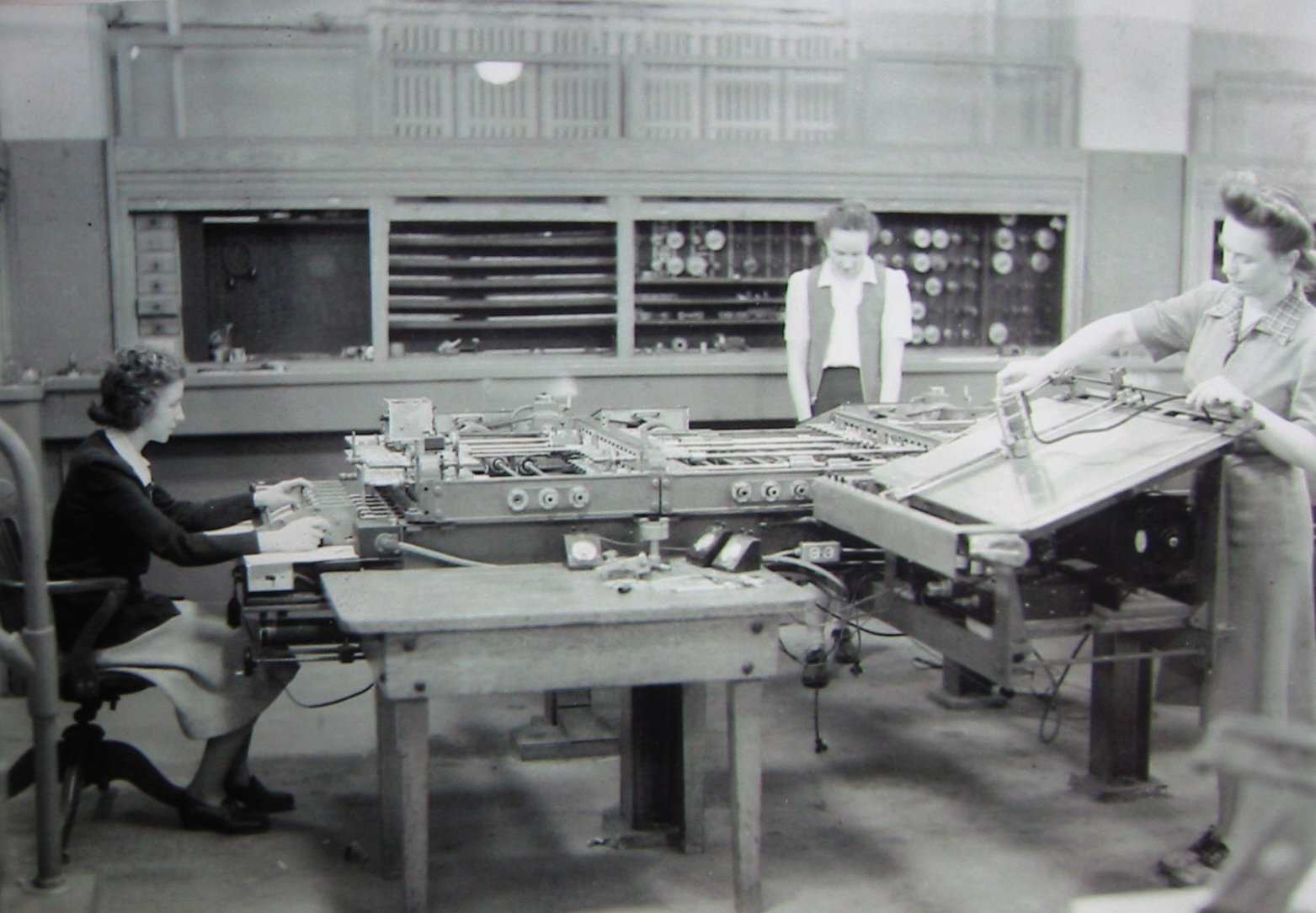
Kay McNulty, Alyse Snyder i Sis Stump w trakcie wykonywania obliczeń na analizatorze różnicowym

Zaraz po ukończeniu uniwersytetu została zatrudniona w Moore School of Electrical Engineering na Uniwersytecie Pensylwanii do wykonywania obliczeń pogodowych na arytmometrach. W 1943 zajęła się obliczeniami trajektorii balistycznych na potrzeby tablic strzelniczych dla artylerii. W 1945 została wybrana przez Armię, by zostać jedną z programistek komputera ENIAC, który miał zastąpić ręczne obliczenia. Oprócz niej zespół tworzyło pięć innych kobiet: Marlyn Wescoff, Betty Jennings, Betty Snyder, Frances Bilas i Ruth Teitelbaum. O ile mężczyźni, którzy budowali ENIACa, stali się bardzo znani, o programistkach szybko zapomniano.
W 1948 wyszła za mąż za Johna Mauchly'ego, jednego z twórców ENIACa. Mieli pięcioro dzieci. W późniejszym czasie pracowała nad oprogramowaniem dla komputerów BINAC i UNIVAC I zaprojektowanych przez jej męża. Gdy John Mauchly zmarł w 1980, wyszła za mąż za fotografa Severa Antonellego. Zmarła na raka 20 kwietnia 2006.

## Nagrody i wyróżnienia
W 1997 roku została, wraz z innymi pierwszymi programistkami ENIAC-a, uhonorowana w Hali Sław Women in Technology International. W 2010 ich praca została upamiętniona w filmie dokumentalnym Top Secret Rosies: The Female 'Computers' of WWII w reżyserii LeAnn Erickson.